# Missfelder
Missfelder ist ein im Niederdeutschen häufiger anzutreffender Familienname.
Zur Deutung des Namens ist darauf hinzuweisen, dass die Endung vermutlich nicht zu Feld gehört. Der Familienname Misfeldt, auch in den Schreibweisen Missfeldt, Mißfeldt, Misfeld, Miesfeld, Mießfelder, Missfelder und andere – früher auch Mißfald – sind niederdeutsche Familiennamen, die schon früh in Schleswig-Holstein und Mecklenburg nachzuweisen sind. Nach einem  Mittelniederdeutschen Handwörterbuch von 1888  ist Mesvald = Düngerhaufen, Düngergrube eine Stelle, wo der Dünger aufbewahrt wird, bis man ihn wegfährt und auf den Acker bringt.

## Bekannte Namensträger
- Philipp Mißfelder (1979–2015), deutscher Politiker